# Robert, 1. Earl of Gloucester

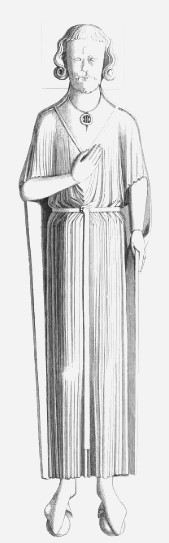
Darstellung Roberts nach seinem Grabmonument in der Priory Church of St. James, Bristol

Robert, 1. Earl of Gloucester (* wohl 1100; † 31. Oktober 1147) war ein unehelicher Sohn des englischen Königs Heinrich I. und eine der dominanten Persönlichkeiten des Englischen Bürgerkriegs von 1135 bis 1154. Er war auch bekannt als Robert de Caen und Robert der Konsul.

## Leben
Robert war vermutlich eines der ältesten von Heinrichs zahlreichen unehelichen Kindern. Er wurde in Caen in der Normandie geboren. Über seine Mutter ist nichts sicher bekannt, obwohl zeitgenössische Gelehrte sie dem niederen Adel Oxfordshires zuweisen. Das „Compendium of Irish Biography“ bezeichnet ihn als Sohn der Nest ferch Rhys. Wilhelm von Malmesbury verweist auf Roberts „normannische, flämische und französische“ Ahnen, was sich aber vermutlich nur auf die väterliche Seite bezieht. Heinrich erkannte seinen Sohn mit der Geburt an und ließ ihn an seinem Hof erziehen.
Robert wurde zum Förderer Malmesburys, ebenso der von Geoffrey von Monmouth und der Abtei Tewkesbury in Gloucestershire, deren Lehrtätigkeit von seinem Schwiegervater initiiert worden war.
1119 kämpfte Robert in der Schlacht von Brémule als einer der fähigsten Offiziere seines Vaters. 1121 oder 1122 wurde er zum Earl of Gloucester erhoben.
In der Auseinandersetzung um die Thronfolge nach dem Tod seines Vaters (Englischer Bürgerkrieg von 1135 bis 1154) stellte er sich erst auf die Seite von Stephan von Blois, wechselte dann aber zu seiner Halbschwester, der ehemaligen deutschen Kaiserin Matilda über, der er bis zu seinem Tod loyal blieb.
In der Ersten Schlacht von Lincoln gelang es ihm, Stephan festzunehmen, den er dann unter Aufsicht seiner Ehefrau Mabel ins Gefängnis sperrte. Dieser entscheidende Vorteil ging verloren, als Robert selbst in Winchester in die Hände seiner Gegner fiel, wo er Matildas Flucht nach einer misslungenen Belagerung deckte. Robert war Matilda so wichtig, dass sie ihn gegen Stephan austauschen ließ.
1142 sandte sie Robert aus, um ihren Ehemann Gottfried V. dazu zu bewegen, sich ihrer Sache anzuschließen. Gottfried weigerte sich, nach England zu kommen, bevor er nicht die Normandie erobert hatte, so dass Robert bei ihm in Frankreich blieb, bis er erfuhr, dass Matilda in Oxford belagert wurde, woraufhin er in Begleitung von Matildas jungem Sohn Heinrich nach England zurückkehrte.
1144 trat einer von Roberts eigenen Söhnen, Philipp, auf Stephans Seite über, so dass der Riss jetzt auch durch die eigene Familie ging.
Robert starb 1147 in Bristol an einem Fieber und wurde in der Kirche der von ihm selbst 1129 gestifteten Benediktiner-Priorei St. James in Bristol begraben.

## Ehe und Nachkommen
Robert heiratete 1107 Mabel von Gloucester († 1157), Tochter von Robert Fitzhamon und Sibyl de Montgomerie, wodurch er die Herrschaften Tewkesbury und Glamorgan erwarb. Ihre Kinder waren:
- William FitzRobert, 2. Earl of Gloucester (* vor 1128, † 1183), Lord of Tewkesbury and Glamorgan, gründete 1169 Priorei Keynsham; ⚭ um 1150 Havise de Beaumont († 24. April 1197), Tochter von Robert de Beaumont, Earl of Leicester, und Amice de Montfort
  - Robert (1155 bezeugt, † 1166)
  - Mabel († 1188); ⚭ um 1170 Amaury V. de Montfort († 1182), Graf von Évreux (Haus Montfort-l’Amaury)
  - Amicia († Januar 1225); ⚭ um 1180 Richard de Clare, 3. Earl of Hertford († 1217) (Clare (Familie))
  - Isabel(la) († 14. Oktober 1217); ⚭ (1) 29. August 1189, geschieden 1199, Johann Ohneland († 1216), 1199 König von England; ⚭ (2) 16./26. Januar 1214 Geoffrey FitzGeoffrey de Mandeville († 23. Februar 1216), 2. Earl of Essex; ⚭ (3) 1217 Hubert de Burgh, 1. Earl of Kent († 1243)
- Roger († 9. August 1179), 1163 Bischof von Worcester
- Richard († 3. April 1143), wohl 1135 Bischof von Bayeux, Erzbischof von Rouen
- Hamon († 1158)
- Maud († 29. Juli 1189); ⚭ um 1141 Ranulph de Gernon, 2. Earl of Chester († 1153, Haus Conteville)
- Philipp († nach 1147), Lord of Cricklade